# Stenochironomus spatuliger
Stenochironomus spatuliger är en tvåvingeart som beskrevs av Jean-Jacques Kieffer 1922. Stenochironomus spatuliger ingår i släktet Stenochironomus och familjen fjädermyggor. Inga underarter finns listade i Catalogue of Life.